# Waiting Outside the Lines
Waiting Outside the Lines (en español: Esperando fuera de las líneas) es el sencillo debut del cantante estadounidense Greyson Chance. La canción fue escrita por Greyson Chance y Aaron Michael Cox. Producida por Da Internz y Ron Fair. Fue lanzado exclusivamente para iTunes el 26 de octubre del 2010. El CD sencillo fue publicado el 14 de diciembre de 2010 bajo Eleveneleven, Maverick Records y Geffen Records. También contiene versiones de estudio de canciones de Lady Gaga y Augustana. El remix oficial cuenta con la participación de la cantante filipina de pop y R&B, Charice.
Fue lanzado como EP el 9 de abril de 2011. El vídeo musical fue dirigido por Sanaa Hamri.

## Historial de lanzamiento
| Región         | Fecha                   | Formato          |
| -------------- | ----------------------- | ---------------- |
| Estados Unidos | 26 de octubre de 2010   | Descarga digital |
| Reino Unido    | 9 de diciembre de 2010  | Descarga digital |
| Estados Unidos | 14 de diciembre de 2010 | Sencillo en CD   |
| Reino Unido    | 14 de diciembre de 2010 | Sencillo en CD   |

## Versiones
Descarga digital
1. "Waiting Outside the Lines" – 3:52

Sencillo en CD (EE. UU. y Reino Unido)
1. "Waiting Outside the Lines" – 3:52
2. "Paparazzi" (Cover de Lady Gaga, 2009) – 3:22
3. "Fire" (Cover de Augustana, 2008) – 3:01

EP - Descarga Digital
1. "Waiting Outside the Lines" – 3:52
2. "Paparazzi" (Cover de Lady Gaga, 2009) – 3:22
3. "Fire" (Cover de Augustana, 2008) – 3:00
4. "Waiting Outside the Lines [feat. Charice] (Remix)" - 3:52

Sencillo en CD - 'Scholastic Book Club Exclusive CD' (viene con un "poster para armario" y un bonus track exclusivo)
1. "Waiting Outside the Lines" – 3:52
2. "Paparazzi" (Cover de Lady Gaga, 2009) – 3:22
3. "Fire" (Cover de Augustana, 2008) – 3:00
4. "Light Up the Dark" - 3:24

- Se ha escrito o popularizado por los artistas entre paréntesis.

## Posición en listas
| Lista (2010)         | Puesto |
| -------------------- | ------ |
| US Heatseekers Songs | 12     |